# Ајатека, Тланепанго (Калнали)
Ајатека, Тланепанго (шп. Ayateca, Tlanepango) насеље је у Мексику у савезној држави Идалго у општини Калнали. Насеље се налази на надморској висини од 472 м.

## Становништво
Према подацима из 2010. године у насељу су живела 4 становника.

### Хронологија
| Година       | 2000 | 2005      | 2010 |
| ------------ | ---- | --------- | ---- |
| Становништво | 5    | 6 (2 / 4) | 4    |

### Попис
| # | Индикатор                     | Вредност |
| - | ----------------------------- | -------- |
| 1 | Укупно домаћинстава           | 3        |
| 2 | Укупно насељених домаћинстава | 1        |
| 3 | Величина локације             | 1        |